# Родионов, Кирилл Максимович
Кирилл Максимович Родионов (бел. Кірыл Максімавіч Радзівонаў; род. 9 мая 2000, Минск) — белорусский футболист, защитник клуба «Ислочь».

## Карьера

### «Динамо» Минск

#### Аренда в «Смолевичи»
Воспитанник футбольной академии минского «Динамо». В 2017 году футболист стал выступать за дублирующий состав клуба. В начале сезона 2020 года футболист несколько раз попадал в заявку основной команды, однако на поле так и не вышел. В июле 2020 года футболист на правах арендного соглашения присоединился к «Смолевичам» до конца сезона. Дебютировал за клуб футболист 10 июля 2020 года в матче против «Ислочи», выйдя на поле в стартовом составе. Первоначально футболист стал основным игроком стартового состава клуба, однако затем оставшуюся часть сезона оставался на скамейке запасных. По итогу сезона футболист вместе с клубом завершил чемпионат на итоговом последнем месте. По окончании срока арендного соглашения футболист покинул клуб.

#### Аренда в «Белшину»
В марте 2021 года футболист на правах арендного соглашения присоединился к бобруйской «Белшине» до конца сезона. Дебютировал за клуб футболист 18 апреля 2021 года в матче против пинской «Волны», выйдя на поле в стартовом составе. В следующем матче 24 апреля 2021 года против новополоцкого «Нафтана» футболист отличился своим дебютным забитым голом за клуб. На протяжении сезона футболист выступал за клуб в роли одного из ключевых игроков бобруйского клуба, отличившись забитым голом и результативной передачей. По итогу сезона футболист вместе с клубом стал серебряным призёром Первой лиги, вследствие чего помог получить прямое повышение в Высшую лигу. По окончании срока арендного соглашения футболист покинул бобруйский клуб.
В начале 2022 года, вернувшись из аренды, футболист готовился к новому сезону в составе минского «Динамо». В феврале 2022 года футболист вернулся в бобруйскую «Белшину», которая вновь арендовала футболиста до конца сезона. Новый сезон футболист начал 2 апреля 2022 года с матче против борисовского БАТЭ, выйдя на замену в начале второго тайма. Первые матчи за клуб футболист начинал со скамейки запасных, однако в скором времени смог закрепиться в стартовом составе, став одним из ключевых игроков, результативными действиями не отличившись. По итогу сезона футболист вместе с клубом смог закрепиться в Высшей лиге, завершил чемпионат на итоговом двенадцатом месте. По окончании срока арендного соглашения футболист покинул бобруйский клуб.

#### Аренда в «Ислочь»
В январе 2023 года футболист на правах арендного соглашения присоединился к «Ислочи» до конца сезона. Дебютировал за клуб футболист 1 апреля 2023 года в матче против брестского «Динамо», выйдя на поле в стартовом составе. Также футболист по ходу сезона попадал в символическую сборную тура по версии АБФФ как лучший центральный защитник. На протяжении сезона футболист выступал за клуб в роли одного из ключевых игроков, лишь несколько матчей проведя на скамейке запасных, однако результативными действиями не отличился. По итогу сезона футболист вместе с клубом завершил чемпионат на итоговом четвёртом месте. По окончании срока арендного соглашения футболист покинул клуб, однако тренерский штаб «Ислочи» остался заинтересован в продолжении сотрудничества.

### «Ислочь»
В январе 2024 года футболист полноценно перешёл в «Ислочь», подписав однолетний контракт. Новый сезон футболист начал 3 марта 2024 года с четвертьфинального матча Кубка Беларуси против «Витебска», выйдя на замену на 86 минуте. Первый матч в чемпионате футболист сыграл 30 марта 2024 года против солигорского «Шахтёра», выйдя на замену на 86 минуте. В июле 2024 года футболист вместе с клубом отправился на квалификационные матчи Лиги конференций УЕФА, где по сумме матчей уступили сан-маринскому клубу «Ла Фиорита», однако сам футболист сотавался на скамейке запасных. В матче 14 сентября 2024 года против гродненского «Немана» футболист получил серьёзную травму ахиллова сухожилия, требующая хирургического вмешательства. По итогу сезона футболист вместе с клубом завершил чемпионат на итоговом седьмом месте в турнирной таблице.
В декабре 2024 года футболист продлил контракт с клубом до конца сезона. Начало сезона футболист пропустил, продолжая восстанавливаться после полученной травмы. В апреле 2025 года футболист полноценно вернулся в расположение клуба, однако оставался на скамейке запасных.